# Cyclobacanius medvidovici
Cyclobacanius medvidovici är en skalbaggsart som först beskrevs av Edmund Reitter 1912.  Cyclobacanius medvidovici ingår i släktet Cyclobacanius och familjen stumpbaggar. Inga underarter finns listade i Catalogue of Life.